# Nasar Firman
Nasar Firman (ukr. Назар Фірман; beim Weltschachbund FIDE Nazar Firman; * 22. März 1983 in Lemberg) ist ein ukrainischer Schachmeister.

## Leben
Firman siegte oder belegte vordere Plätze in mehreren Turnieren: 1. Platz bei der ukrainischen U-18 Juniorenmeisterschaft in Dnipropetrowsk (2000), 1. Platz beim Juniorenturnier in Biel (2001), 1. Platz bei der ukrainischen U-20 Juniorenmeisterschaft in Lemberg (2003), 1. Platz beim Ave Kontakt Cup Turnier in Olmütz (2006) und 1. Platz beim Turnier in Chmelnyzkyj (2008).
Firman gewann 2001 mit der ukrainischen Jugendmannschaft die Mannschaftseuropameisterschaft U18.
Firman trägt seit 2011 den Titel Großmeister, die Normen hierfür erzielte er in Cappelle-la-Grande 2006 mit Übererfüllung, in der deutschen Bundesligasaison 2007/08, ebenfalls mit Übererfüllung, sowie beim Podillya-Turnier 2008 in Chmelnyzkyj.

## Vereine
In der ukrainischen Mannschaftsmeisterschaft spielte Firman 2000 bei Mriya Grandmaster School Kiew, 2001 und von 2007 bis 2013 bei Law Academy Charkiw, 2002 für Carpathia-Galicia-1 Lwiw, mit dem er im gleichen Jahr auch am European Club Cup teilnahm, von 2004 bis 2006 für die Nationale Iwan-Franko-Universität Lwiw und 2014 für Absolyut Ternopil. Er wurde 2006, 2012, 2013 und 2014 ukrainischer Mannschaftsmeister.
In Deutschland spielt Firman seit 2006 für die Sportfreunde Katernberg, zunächst in der 1. Bundesliga, seit 2015 in der 2. Bundesliga.